# Ali Eren Ersungur
Ali Eren Ersungur (* 22. November 2005 in Albstadt) ist ein türkisch-deutscher Fußballspieler. Der offensive Mittelfeldspieler spielt derzeit beim Karlsruher SC.

## Karriere

### Verein
Ersungur begann seine fußballerische Laufbahn in seiner Heimatstadt bei der Spvgg Truchtelfingen. Seine Ausbildung setzte er zunächst bei der TSG Balingen und dem SSV Reutlingen fort, bevor er sich der Jugendabteilung der TSG 1899 Hoffenheim anschloss. Dort spielte er für drei Jahre in den Jugendmannschaften, bis er 2022 in die U-19-Juniorenmannschaft des Karlsruher SC wechselte. Dort kam er vorwiegend in der A-Junioren-Bundesliga eingesetzt, nahm aber auch mit der Profimannschaft an den Trainingslagern im Sommer 2023 und im Winter 2023/24 teil.
Sein Profidebüt in der 2. Fußball-Bundesliga feierte Ersungur für den Karlsruher SC am 19. Januar 2024 (18. Spieltag) beim 2:1-Heimsieg gegen den VfL Osnabrück, als er kurz vor Spielende von Trainer Christian Eichner für Paul Nebel eingewechselt wurde. Im April 2024 unterzeichnete Ersungur seinen ersten Profivertrag und gehörte fortan fest der Profimannschaft des Karlsruher SC an.

### Nationalmannschaft
Im April 2022 debütierte Ersungur in der türkischen U17-Nationalmannschaft. Im Mai 2022 nahm er mit der Türkei an der U-17-Europameisterschaft in Israel teil, schied mit seiner Mannschaft aber als Gruppenletzter noch in der Vorrunde aus.